# Trichorhina triocis
Trichorhina triocis is een pissebed uit de familie Platyarthridae. De wetenschappelijke naam van de soort is voor het eerst geldig gepubliceerd in 1943 door Stanley B. Mulaik & Mulaik.